# 伊巴謙·艾比度·拉沙
伊巴謙·艾比度·拉沙（波蘭語：Ibrahim Abdul Razak，1983年4月18日—），是加納的足球運動員，司職中場。

## 生涯
他由Mighty Jets F.C.的青訓系統提供培訓，2000年，他遠赴丹麥效力阿爾堡，2001年，他轉投意大利球會恩波里，效力一季後被借往法國球會聖伊天，一年後回歸。
2004年，他加盟以色列球會尼坦耶馬卡比，首兩季表現不俗，16場射入12球，其後一季因腳傷休養六個月及被借往拉那那夏普爾，痊癒以後，他返回加納，2009年加盟伊蒂哈德。

## 國際賽
他曾代表加納參與2004年雅典奧運足球項目。

## 榮譽
- 世界少年足球錦標賽:
  - 銅牌: 1999

- 丹麥盃:
  - 亞軍: 2000

- 世界青年足球錦標賽:
  - 銀牌: 2001

- 圖圖盃:
  - 冠軍 2004-05

- 以色列超級足球聯賽:
  - 亞軍: 2004-05（英语：Liga Leumit 2004-05）

## 連結
- Interview from the youth world cup in 2001（页面存档备份，存于）
- Transfermarkt
- Stats （页面存档备份，存于）